# تلتی
تلتی (به ایتالیایی: Telti) یک کومونه در ایتالیا است که در استان البیا تمپیو واقع شده‌است.

## خصوصیات
تلتی ۸۴٫۶۵ کیلومترمربع مساحت و ۲٬۰۷۲ نفر جمعیت دارد و ۳۲۶ متر بالاتر از سطح دریا واقع شده‌است.